# 博巴-迪戈丁
博巴-迪戈丁是葡萄牙波尔图区的一个堂区。总面积7.98平方公里，总人口2340人，人口密度293.2人/平方公里。